# Caunettes-en-Val
Caunettes-en-Val é uma comuna francesa na região administrativa de Occitânia, no departamento de Aude. Estende-se por uma área de 8,71 km². Em 2010 a comuna tinha 48 habitantes (densidade: 5,5 hab./km²).